# Magnus Már Luðviksson
Magnus Már Luðviksson (30 maggio 1981) è un ex calciatore islandese, di ruolo attaccante.

## Carriera

### Club
Luðviksson cominciò la carriera con la maglia del KR Reykjavík, per poi passare in prestito al Fjölnir. Tornò nuovamente al KR Reykjavík, per poi essere ceduto al Valur. Vestì in seguito la casacca del Drangur, venendo poi messo sotto contratto dallo ÍBV Vestmannæyja. Seguirono cinque stagioni al Þróttur, per trasferirsi poi ai norvegesi dello Hødd. Nel 2011 tornò al KR Reykjavík.

## Palmarès

### Club

#### Competizioni nazionali
- Campionato islandese: 4

KR Reykjavík: 2000, 2002, 2011
- Coppa d'Islanda: 2

KR Reykjavík: 2011, 2012
- Coppa di lega islandese: 2

KR Reykjavík: 2001, 2012
- Supercoppa d'Islanda: 1

KR Reykjavík: 2012